# La Maison de fous (film)
Pour plus de détails, voir Fiche technique et Distribution.
La Maison de fous (Дом дураков, Dom Dourakov) est un film russe réalisé par Andreï Kontchalovski et sorti en 2002.
Il est présenté à la Mostra de Venise 2002 où il obtient le Prix spécial du jury. Il est primé aussi par l'UNICEF.

## Synopsis
Le film se passe dans un hôpital psychiatrique d'Ingouchie, à la frontière de la Tchétchénie, et décrit un monde clos, dans une atmosphère tragi-comique. Au début du conflit, en 1995, le personnel médical quitte l'hôpital, laissant les malades à leur destin.
Janna, jeune femme schizophrène, se croit la fiancée de Bryan Adams et tombe amoureuse d'un Tchétchène. Finalement un officier russe, souffrant de traumatisme arrive à l'hôpital avec ses soldats...

## Fiche technique
- Titre français : La Maison de fous
- Titre original : Дом дураков
- Réalisation : Andreï Kontchalovski
- Scénario : Andreï Kontchalovski
- Musique : Edouard Artemiev
- Production : Felix Kleiman, Andreï Kontchalovski
- Société de distribution : Paramount Vantage
- Pays de production :  Russie
- Langues originales : russe, tchétchène
- Durée : 104 minutes
- Date de sortie : 2002

## Distribution
- Ioulia Vyssotskaïa : Janna
- Ievgueni Mironov : l'officier
- Soultan Islamov : Akhmed
- Stanislav Varkki : Ali
- Elena Fomina : Lucie
- Marina Politseïmako : Vika
- Bryan Adams : lui-même
- Vladimir Fiodorov : Karloucha
- Vladas Bagdonas : le docteur
- DiDula : le guitariste